# Kamen Rider Fourze
Kamen Rider Fourze (仮面ライダーフォーゼ Kamen Raidā Fōze) là một bộ phim truyền hình thuộc thể loại tokusatsu của thuộc Kamen Rider Series, là series Kamen Rider thứ 13 thời Heisei và 21 tổng thể. Bộ phim bắt đầu từ 4 tháng 9 năm 2011, sau tập cuối của Kamen Rider OOO, cùng với Kaizoku Sentai Gokaiger và sau đó là Tokumei Sentai Go-Busters trong loạt Super Hero Time.
Logo và tiêu đề được Toei đăng ký vào tháng 4 năm 2011 Bộ phim không chỉ kỉ niệm 40 năm Kamen Rider Series (4="Four", 0="Ze(ro)") mà còn kỉ niệm 50 năm Yuri Gagarin, con người đầu tiên, bay vào không gian năm 1961. Khẩu hiệu của bộ phim là: "Thanh xuân Switch On, vũ trụ tới rồi!" (青春スイッチオンで宇宙キター！ Seishun suitchi on de uchū kitā!), nói về Fourze Driver và astroswitches.

## Cốt truyện
Trường trung học Amanogawa là nơi liên tiếp xảy ra những hiện tượng bí ẩn. Cho đến khi một học sinh mang phong cách bad boy tên Kisaragi Gentarou chuyển đến trường thì mọi chuyện càng trở nên kì lạ hơn. Gentarou là một con người cực kì thân thiện và cậu có mục tiêu: có thể kết bạn với tất cả mọi người. Khi Gentarou chuyển đến ngôi trường này, cậu gặp lại Jojima Yuki, một người bạn thân cũ và là một con người cực kì yêu thích vũ trụ. Cậu còn muốn kết bạn với Utahoshi Kengo, một con người kì lạ. Sau này, Gentarou còn kết bạn với Kazashiro Miu, Daimonji Shun, JK (tên thật là Jinguu Kaizou, được tiết lộ vào cuối tập 36), Nozama Tomoko và Sakuta Ryusei - Kamen Rider Meteor. Họ đã cùng nhau chiến đấu chống lại Zodiart và Horoscopes để bảo vệ ngôi trường. Kengo cũng dần nhận ra được thân phận thật sự của mình là Core Child.

## Riders
- TV show:

| Kamen Rider Fourze | Kisaragi Gentarou |
| Kamen Rider Meteor | Sakuta Ryusei     |

- Movie

| Kamen Rider Nadeshiko | Nadeshiko |

## Trang bị
Các Rider trong phim dùng Driver để biến hình cũng như tạo ra vũ khí (bằng cách cắm và bật các switch khác nhau)
Fourze: Dùng Fourze Driver để biến hình.Bằng cách gạt 4 công tắc trên thắt lưng,chờ Driver đếm ngược xong rồi nói "Henshin" và gạt cần, Fourze có thể biến hình.
Meteor: Dùng Meteor Driver để biến hình.Bằng cách xoay một quả bóng xanh ở thắt lưng và nói "Henshin", Meteor có thể biến hình.

## Các tập
Kamen Rider Fourze có tổng cộng 48 tập được chiếu từ ngày 04/09/2011 đến ngày 26/08/2012. Các tập phim đều được đặt bằng 4 chữ Hán.
1. Tuổi trẻ, Henshin! (青・春・変・身 - Thanh xuân biến thân)
2. Vũ trụ, lên nào! (宇・宙・上・等 - Vũ trụ thượng đẳng)
3. Ngày hội của nữ hoàng (女・王・選・挙 - Nữ vương tuyển cử)
4. Thay đổi, Tuyệt chiêu. (変・幻・暗・躍 - Biến huyễn ám dược)
5. Hai mặt của tình bạn. (友・情・表・裏 - Hữu tình biểu lí)
6. Tổng tấn công bằng điện. (電・撃・一・途 - Điện kích nhất đồ)
7. Nhà vua tồi tệ. (王・様・野・郎 - Vương dạng dã lang)
8. Sự hợp tác của chiến binh sắt. (鉄・騎・連・携 - Thiết kị liên huề)
9. Nữ phù thủy khai sinh. (魔・女・覚・醒 - Ma nữ giác tỉnh)
10. Kết hợp dưới ánh trăng. (月・下・激・突 - Nguyệt hạ kích đột)
11. Cổng mặt trăng biến mất. (消・失・月・戸 - Tiêu thất nguyệt hộ)
12. Bổn phận & mục đích cao thượng. (使・命・賢・命 - Sứ mệnh hiền mệnh)
13. Từ chối trường học. (学・校・拒・絶 - Học hiệu cự tuyệt)
14. Nọc độc tấn công. (毒・針・猛・襲 - Độc châm mãnh tập)
15. Chuẩn bị hợp xướng cho giáng sinh. (聖・夜・合・唱 - Thánh dạ hợp xướng)
16. Cái tốt chống lại cái xấu. (正・邪・葛・藤 - Chính tà cát đằng)
17. Khi sao băng xuất hiện. (流・星・登・場 - Lưu tinh đăng trường)
18. Gen - Ryū đối đầu. (弦・流・対・決 - Huyền Lưu đối quyết)
19. Rồng thép vô song. (鋼・竜・無・双 - Cương long vô song)
20. Sức mạnh nam châm. (超・絶・磁・力 - Siêu tuyệt từ lực)
21. Buổi học vô nghĩa. (進・路・誤・導 - Tiến lộ ngộ đạo)
22. Bộc lộ bản chất. (馬・脚・一・蹴 - Mã cước nhất xúc)
23. Hợp tác với Thiên Nga. (白・鳥・同・盟 - Bạch điểu đồng minh)
24. Động cơ của người hùng. (英・雄・願・望 - Anh hùng nguyện vọng)
25. Vấn đề tốt nghiệp. (卒・業・後・髪 - Tốt nghiệp hậu phát)
26. Vũ điệu thăng hoa. (有・終・輪・舞 - Hữu chung luân vũ)
27. Từ chối henshin. (変・身・却・下 - Biến thân khước hạ)
28. Cơn bão - sao băng quay trở lại. (星・嵐・再・起 - Tinh lam tái khởi)
29. Học sinh thầm lặng. (後・輩・無・言 - Hậu bối vô ngôn)
30. Không cần sempai. (先・輩・無・用 - Tiền bối vô dụng)
31. Vùng đất của Dương Cưu. (昴・星・王・国 - Mão tinh vương quốc)
32. Thanh kiếm siêu vũ trụ. (超・宇・宙・剣 - Siêu vũ trụ kiếm)
33. Hỗn loạn ở Kyoto. (古・都・騒・乱 - Cố Đô tao loạn)
34. Tấn công hố trời. (天・穴・攻・防 - Thiên huyệt công phòng)
35. Quái vật lên sóng. (怪・人・放・送 - Quái nhân phóng tống)
36. Buổi biểu diễn cuối cùng. (本・気・伝・歌 - Bản khí truyền ca)
37. Lựa chọn học sinh ưu tú. (星・徒・選・抜 - Tinh đồ tuyển bạt)
38. Và người chiến thắng là. (勝・者・決・定 - Thắng giả quyết định)
39. Nội quy mới của trường học. (学・園・法・度 - Học viên pháp độ)
40. Tiêu chuẩn và niềm đam mê. (理・念・情・念 - Lí niệm tình niệm)
41. Câu lạc bộ sụp đổ. (部・活・崩・壊 - Bộ hoạt băng hoại)
42. Xạ thủ thống trị. (射・手・君・臨 - Xạ thủ quân lâm)
43. Cặp song sinh ánh sáng và bóng tối. (双・子・明・暗 - Song tử minh ám)
44. Nghi lễ thiên mệnh. (星・運・儀・式 - Tinh vận nghi thức)
45. Cán cân không thăng bằng. (天・秤・離・反 - Thiên xứng ly phản)
46. Nhân Mã phi thiên. (孤・高・射・手 - Cô cao xạ thủ)
47. Đôi bạn chia ly. (親・友・別・離 - Thân hữu biệt ly)
48. Thiên hà của tuổi trẻ. (青・春・銀・河 - Thanh xuân ngân hà)

## Phim
- Kamen rider OOO the movie: Wonderful the Shogun and 21 Core Medals

Fourze lần đầu tiên xuất hiện trong Kamen rider OOO the movie: Wonderful the Shogun and 21 Core medals khi OOO đang phải chiến đấu một cách khó khăn với Gara. Đó cũng là lúc nhân vật Gentaro Kisaragi lần đầu tiên xuất hiện.
- Kamen rider x Kamen rider: Fourze vs OOO movie war Megamax